# Scorpio occidentalis
Espèce
Synonymes
- Scorpio maurus occidentalis Werner, 1936

Scorpio occidentalis est une espèce de scorpions de la famille des Scorpionidae.

## Distribution
Cette espèce se rencontre au Sénégal, au Mali et en Mauritanie.

## Description
Le mâle néotype mesure 52,9 mm, 47,1 mm sans le telson.

## Systématique et taxinomie
Cette espèce a été décrite sous le protonyme Scorpio maurus occidentalis par Werner en 1936. Elle est élevée au rang d'espèce par Lourenço en 2009.

## Publication originale
- Werner, 1936 : « Neu-Eingänge von Skorpionen im Zoologischen Museum in Hamburg. » Festschrift zum 60 Geburtstage von Professor Dr. Embrik Strand, vol. 2, p. 171–193.